# Auxy (Saône-et-Loire)
Auxy é uma comuna francesa na região administrativa de Borgonha-Franco-Condado, no departamento Saône-et-Loire. Estende-se por uma área de 37,04 km². Em 2010 a comuna tinha 951 habitantes (densidade: 25,7 hab./km²).